# Abderrahim Achchakir
Abderrahim Achchakir (Ouarzazate, 15 december 1986) is een Marokkaanse voetballer die bij voorkeur als verdediger speelt. Hij verruilde in 2017 FAR Rabat voor Raja Casablanca. Achchakir debuteerde in 2013 in het Marokkaans voetbalelftal.

## Erelijst
| Competitie                  | Team | Jaren |
| --------------------------- | ---- | ----- |
| FAR Rabat                   |      |       |
| Bekerwinnaar Coupe du Trône | 1x   | 2012  |
| Raja Casablanca             |      |       |
| Bekerwinnaar Coupe du Trône | 1x   | 2017  |

1 Zniti  ·
2 Douik ·
4 Gael Ngah ·
5 Moutouali ·
6 Ngoma ·
7 Islah ·
8 Al-Warfali ·
10 Benhalib ·
11 Jabroun ·
12 El Haddaoui ·
13 Benoun ·
15 Haddad ·
17 Ahadad ·
18 Hafidi ·
19 Malango ·
20 Jbira ·
21 Rahimi ·
22 Bouamira ·
25 Boutayeb ·
30 Nanah ·
55 Achchakir ·
96 Arjoune ·
98 El Wardi ·
Coach: vacant
· Assistent-coach: Safri